# População (estatística)
Em estatística, uma população é um conjunto de itens ou eventos semelhantes que interessa para alguma questão ou experimento. Uma população estatística pode ser um grupo de objetos realmente existentes (por exemplo, o conjunto de todas as estrelas na galáxia da Via Láctea) ou um grupo hipotético e potencialmente infinito de objetos concebido como uma generalização a partir da experiência (por exemplo, o conjunto de todas as mãos possíveis em um jogo de pôquer). Um objetivo comum da análise estatística é produzir informação sobre alguma população escolhida.
Em inferência estatística, um subconjunto da população (uma amostra estatística) é escolhido para representar a população em uma análise estatística. Se uma amostra for escolhida apropriadamente, características de toda a população a partir da qual a amostra é retirada podem ser estimadas a partir de características correspondentes da amostra.
Por exemplo, considere uma pesquisa para estudar a massa de 1 000 alunos de uma academia de ginástica. Digamos que são escolhidos 50 indivíduos e que as suas respectivas massas são anotadas. A variável aleatória a ser observada é "massa". A população é formada pelos 1 000 alunos e a amostra é formada pelos 50 alunos cujas massas foram medidas. O que se espera é que esta amostra, sendo adequadamente escolhida, tenha características semelhantes (chamadas de parâmetros) às da população em estudo.

## Subpopulação
Um subconceito de uma população que compartilha uma ou mais propriedades adicionais é chamado de subpopulação. Por exemplo, se a população for todas as pessoas do Egito, uma subpopulação pode ser todos os homens do Egito; se a população for todas as farmácias do mundo, uma subpopulação pode ser todas as farmácias do Egito. Por contraste, uma amostra é um subconjunto de uma população que não é escolhido por ter qualquer propriedade adicional.
A estatística descritiva pode produzir diferentes resultados para diferentes subpopulações. Por exemplo, um remédio particular pode ter diferentes efeitos em diferentes subpopulações e estes efeitos podem ser obscurecidos ou negligenciados se tais subpopulações especiais não forem identificadas e examinadas isoladamente.
De forma semelhante, pode-se frequentemente estimar parâmetros de maneira mais precisa se as subpopulações forem separadas. Por exemplo, a distribuição das alturas entre as pessoas é mais bem modelada, ao considerar homens e mulheres como subpopulações separadas.
Populações que consistem em subpopulações podem ser modeladas por modelos mistura, que combinam as distribuições no interior das subpopulações em uma distribuição de população geral. Mesmo se as subpopulações forem bem modeladas por modelos simples, a população geral pode ser mal ajustada por um modelo simples – um mau ajuste pode evidenciar a existência de subpopulações. Por exemplo, dadas duas subpopulações de mesmo tamanho, ambas normalmente distribuídas, se elas tiveram o mesmo desvio padrão e médias diferentes, a distribuição geral exibirá baixa curtose relativa a uma única distribuição normal –  as médias das subpopulações caem nos "ombros" (regiões entre o pico e a cauda) da distribuição geral. Se suficientemente separadas, estas formam uma distribuição bimodal, caso contrário simplesmente haverá um pico largo. Além disso, exibirá sobredispersão relativa a uma única distribuição normal com variação dada. Alternativamente, dadas duas subpopulações com mesma média e diferentes desvios padrão, a população geral exibirá alta curtose, com um pico mais estreito e caudas mais pesadas (e correspondentemente "ombros" mais rasos) quando comparada a uma única distribuição.

## Estimativa de população
Estimativa de população refere-se a elaborações de projeções de populações por instituição governamental, para base de cálculos de repartição das receitas tributárias nos Estados, Distrito Federal e Municípios (Artigos 157 a 161 da Constituição da República Federativa do Brasil de 1988), sendo também considerado como base para discussões na sociedade em geral.